# Edwin Gülcher
Theodor Edwin Gülcher (geboren am 4. Mai 1822 in Eupen; gestorben am 24. Oktober 1870 in Karlsruhe) war ein preußischer Verwaltungsbeamter und Landrat des Kreises Eupen.

## Werdegang
Edwin Gülcher war der Sohn des Tuchfabrikanten Jakob Gülcher und dessen Ehefrau Henriette Gülcher, geborene Hansen. Nach dem Besuch der Realschule in Elberfeld, die er mit Ablegung der Reifeprüfung im Jahr 1839 verließ, gehörte er 1841 als Einjährig-Freiwilliger dem 4. Dragoner-Regiment in Deutz an. Gülcher bekleidete zuletzt den militärischen Rang als Rittmeister a. D. Im Anschluss an die Ableistung seines Militärdienstes erhielt er eine praktische Ausbildung als Landwirt, unternahm zahlreiche Reisen und fand Beschäftigung in der Verwaltung von Gütern, darunter in Ungarn. 1854 begründete er schließlich das Gut Kirchbusch bei Walhorn.
Seine politische Betätigung begann mit seiner Wahl zum beigeordneten Bürgermeister der Bürgermeisterei Walhorn am 18. Oktober 1862. Es folgte am 12. August 1868, zunächst noch unter dem Vorbehalt der noch abzulegenden Prüfung, die Ernennung zum Landrat des Kreises Eupen. Am darauffolgenden 5. September übernahm er sein neues Amt. Die definitive Ernennung auf Grund Allerhöchster Kabinettsorder erging am 30. August 1869 unter Verzicht auf die noch ausstehende Prüfung, worauf hin Edwin Gülcher am 30. September auch formell als Landrat eingeführt wurde. Zugleich übernahm Gülcher von 1868 an bis zu seinem Tode das Amt des königlichen Kommissars für Neutral Moresnet.
Unmittelbar nach Beginn des Deutsch-Französischen Krieges erhielt er dann am 3. September 1870 seine Einberufung zum Generalgouvernement des Elsaß in Hagenau. Gülcher war Träger des Roten Adler-Ordens 4. Klasse.
Seine Nachfolge als Landrat in Eupen trat sein Schwager Alfred Sternickel an, auf den 1883 sein Sohn Alfred Gülcher folgte.

## Familie
Der Protestant Edwin Gülcher heiratete am 15. September 1847 in Eupen Antonie Sternickel (geboren 8. Dezember 1822 in Eupen; gestorben am 2. März 1881 in Aachen), eine Tochter des Tuchfabrikanten Christian Bernhard Sternickel und dessen Ehefrau Elisabeth Sternickel, geborene Gülcher. August von Reimann, der von 1837 bis 1849 den Kreis Eupen als Landrat verwaltete, war durch seine Heirat mit Auguste, geborene Sternickel ein Schwager der Antonie Gülcher, geborene Sternickel.